# Głośny Żleb
Głośny Żleb – żleb na północnych stokach  Tatr Bielskich na Słowacji. Jest jedynym odgałęzieniem Doliny do Regli. W górnej części rozgałęzia się na dwa ramiona oddzielone od siebie porośniętą lasem grzędą. Ramię prawe podchodzi pod Żlebińską Przełęcz Wyżnią i ograniczone jest Zlebińskimi Turniami, lewe ciągnie się pod Głośną Skałą i Glośną Turnią.
Nazwę żlebu wprowadził Władysław Cywiński w 4 tomie przewodnika Tatry.